# 19 май
19 май е 139-ият ден в годината според григорианския календар (140-и през високосна година). Остават 226 дни до края на годината.

## Събития
- 1536 г. – Втората жена на крал Хенри VIII, кралица Ан Болейн, е обезглавена в Лондон за прелюбодеяние, кръвосмешение и държавна измяна.
- 1568 г. – По нареждане на английската кралица Елизабет I Тюдор кралицата на Шотландия Мария Стюарт е заточена в замъка Фотеринг.
- 1571 г. – Основан е град Манила във Филипините.
- 1604 г. – Основан е град Монреал.
- 1643 г. – Френско-испанска война: френските войски начело с принц Луи II дьо Конде разбиват испанците в битката при Рокроа.
- 1649 г. – Англия е обявена за република (до 1660 г.).
- 1712 г. – Петър I премества столицата на Русия от Москва в новопостроения Санкт Петербург.

- 1802 г. – Наполеон Бонапарт учредява най-високия орден на Франция – Орден на почетния легион.
- 1876 г. – След 9-дневно сражение башибозук и османска войска превземат Дряновския манастир, отбраняван героично от четата на Бачо Киро и Поп Харитон.
- 1894 г. – Създадено е правителство с министър-председател Константин Стоилов.
- 1919 г. – Мустафа Кемал Ататюрк се премества от Истанбул в Самсун с група последователи, за да се противопостави на турското правителство, което става причина за избухване на гражданска война в Турция.
- 1922 г. – В СССР е създадено пионерско движение за децата на възраст от 10 до 15 години.
- 1934 г. – Извършен е Деветнадесетомайският преврат в България.
- 1941 г. – Втората световна война: Съветският разузнавач в Япония Рихард Зорге предупреждава Москва за подготвяното от Нацистка Германия нападение над СССР на 22 юни.
- 1941 г. – Втората световна война: Първа армия получава заповед да окупира Беломорска Тракия.
- 1945 г. – Втората световна война: Във Фленсбург е арестуван един от главните военнопрестъпници на нацистка Германия – Алфред Розенберг.
- 1951 г. – В Париж Ален Бернарден създава кабаре „Крейзи Хорс“.
- 1961 г. – Програма Венера: Съветският космически апарат Венера 1 става първият човешки предмет, който прелита близо до друга планета (Венера) (контакът с него е загубен преди месец).
- 1967 г. – Военната авиация на САЩ за първи път бомбардира столицата на Северен Виетнам, Ханой.
- 1971 г. – Програма Марс: Съветският съюз изстрелва Марс 2.
- 1986 г. – Армейски части на ЮАР нахлуват по земя и по въздух в Ботсвана, Замбия и Зимбабве в преследване на партизани от Африканския национален конгрес.
- 1990 г. – Проведена е първата национална конференция на СДС.
- 1991 г. – От Унгария се изтеглят последните съветски войски.
- 1991 г. – В Хърватия се провежда референдум за независимост.
- 1993 г. – Самолетът при полет 501 на „SAM Кълъмбия“ се разбива близо до международното летище „Хосе Мария Кордова“, Меделин и убива всички 132 души на борда.
- 2005 г. – Партията на европейските социалисти (ПЕС) приема БСП за пълноправен член.
- 2016 г. – Самолетът при полет 804 на „ЕджиптЕър“ се разбива в Средиземно море на път от Париж за Кайро и убива всички 66 души на борда.
- 2018 г. – Състои се сватбата на принц Хари и Меган Маркъл.

## Родени
- 1476 г. – Елена Ивановна, велика литовска княгиня и кралица на Полша († 1513 г.)
- 1593 г. – Якоб Йорданс, фламандски художник († 1678 г.)
- 1611 г. – Инокентий XI, римски папа и светец († 1683 г.)
- 1744 г. – Шарлота фон Мекленбург-Щрелиц, кралица на Обединеното кралство († 1818 г.)
- 1762 г. – Йохан Готлиб Фихте, германски философ († 1814 г.)
- 1795 г. – Джонс Хопкинс, американски бизнесмен († 1873 г.)
- 1839 г. – Йозеф Мария фон Радовиц, германски дипломат († 1912 г.)
- 1860 г. – Виторио Орландо, министър-председател на Италия († 1952 г.)
- 1881 г. – Янко Стоянчов, български юрист и политик († 1927 г.)
- 1881 г. – Мустафа Кемал Ататюрк, първи президент на Турция († 1938 г.)
- 1884 г. – Димо Кьорчев, български философ и литературен критик († 1928 г.)
- 1884 г. – Петър Ников, български историк († 1938 г.)
- 1888 г. – Владимир Конашевич, руски художник († 1963 г.)
- 1890 г. – Хо Ши Мин, виетнамски революционер, политик и държавник († 1969 г.)
- 1891 г. – Иван Велков, български археолог († 1958 г.)
- 1892 г. – Константин Паустовски, руски писател († 1968 г.)
- 1894 г. – Хенинг Шьонфелд, немски офицер († 1958 г.)
- 1900 г. – Стоян Вардарски, български революционер († 1975 г.)
- 1902 г. – Рамон Енсинас, испански футболен треньор († 1967 г.)
- 1906 г. – Адолф Айхман, нацистки офицер († 1962 г.)
- 1910 г. – Любчо Арсов, югославски и македонски политик († 1986 г.)
- 1914 г. – Макс Перуц, австрийско-британски микробиолог, Нобелов лауреат († 2002 г.)
- 1925 г. – Малкълм Екс, американски борец за правата на чернокожите († 1965 г.)
- 1925 г. – Пол Пот, камбоджански диктатор († 1998 г.)
- 1930 г. – Жан-Луи де Рамбюр, френски журналист († 2006 г.)
- 1931 г. – Боб Андерсън, британски мотоциклетен и автомобилен състезател († 1967 г.)
- 1933 г. – Едуард де Боно, малтийски писател († 2021 г.)
- 1935 г. – Фриц Рудолф Фриз, немски писател († 2014 г.)
- 1938 г. – Веселин Димитров, български журналист и педагог († 2009 г.)
- 1941 г. – Нора Ефрон, американска писателка, сценарист и режисьор († 2012 г.)
- 1943 г. – Димитър Пейчев, молдовски и български художник
- 1945 г. – Пийт Таунсенд, британски рок музикант (The Who)
- 1946 г. – Микеле Плачидо, италиански актьор
- 1946 г. – Антони Славински, български политик
- 1953 г. – Константин Рамшев, български лекар
- 1954 г. – Фил Ръд, австралийски барабанист (AC/DC)
- 1956 г. – Венцислав Инкьов, български шахматист
- 1957 г. – Мая Бабурска, българска актриса
- 1963 г. – Кристин Димитрова, българска писателка
- 1963 г. – Хайнц Вайкселбраун, австрийски актьор
- 1965 г. – Михаил Билалов, български актьор и водещ
- 1968 г. – Тео де Рад, южноафрикански програмист
- 1970 г. – Валери Славчев, български рок музикант
- 1970 г. – Петър Кауков, български актьор и театрален режисьор
- 1972 г. – Дженни Сесилия Берггрен, шведска поп-певица (Ace of Base)
- 1972 г. – Мая Бежанска, българска актриса и певица
- 1972 г. – Йозджан Дениз, турски актьор и певец
- 1976 г. – Тодор Янчев, български футболист
- 1977 г. – Мануел Алмуния, испански футболист
- 1977 г. – Наталия Орейро, аржентинска певица и актриса
- 1979 г. – Андреа Пирло, италиански футболист
- 1979 г. – Диего Форлан, уругвайски футболист
- 1981 г. – Матеуш Даменцки, полски актьор
- 1983 г. – Ийв Ейнджъл, унгарска порно актриса и модел
- 1988 г. – Юлиян Куртелов, български футболист
- 1992 г. – Маршмело, американски певец и DJ
- 1992 г. – Сам Смит, английски певец
- 1992 г. – Хедър Уотсън, английска тенесистка
- 1995 г. – Силвана Чаушева, българска волейболистка
- 1997 г. – Дивна Станчева, българска певица

## Починали
- 804 г. – Алкуин, английски духовник (* ок. 735)
- 1125 г. – Владимир II, велик княз на Киевска Рус (* 1053 г.)
- 1296 г. – Целестин V, римски папа (* 1215 г.)
- 1389 г. – Дмитрий Донски, велик княз на Московското княжество (* 1350 г.)
- 1536 г. – Ан Болейн, втора съпруга на Хенри VIII (* 1501 г. – 1507)
- 1715 г. – Чарлз Монтагю, британски поет и политик (* 1661 г.)
- 1786 г. – Джон Стенли, британски композитор (* 1712 г.)
- 1825 г. – Анри дьо Сен-Симон, френски мислител (* 1760 г.)
- 1864 г. – Натаниел Хоторн, американски писател (* 1804 г.)
- 1876 г. – Никола Ганчев, български революционер (* 1843 г.)
- 1895 г. – Хосе Марти, кубински революционер и писател (* 1853 г.)
- 1898 г. – Уилям Гладстон, министър-председател на Обединеното кралство (* 1809 г.)
- 1912 г. – Болеслав Прус, полски писател (* 1847 г.)
- 1928 г. – Макс Шелер, германски философ и социолог (* 1874 г.)
- 1934 г. – Евгения Соколничка, полско-френски психоаналитик (* 1884 г.)
- 1935 г. – Томас Лорънс, британски офицер (* 1888 г.)
- 1945 г. – Константин Треньов, руски писател (* 1876 г.)
- 1956 г. – Стефан Гевгалов, български просветен деец (* 1882 г.)
- 1973 г. – Милан Киселички, български общественик (* 1885 г.)
- 1987 г. – Джеймс Типтри-младши, американската писателка (* 1915 г.)
- 1994 г. – Жаклин Кенеди Онасис, бивша първа дама на САЩ (* 1929 г.)
- 2005 г. – Трифон Силяновски, български композитор и пианист (* 1923 г.)
- 2007 г. – Ханс Волшлегер, немски писател (* 1935 г.)
- 2009 г. – Робърт Фърчгот, американски учен, Нобелов лауреат (* 1916 г.)
- 2014 г. – Джак Брабам, австралийски автомобилен състезател (* 1926 г.)
- 2014 г. – Венцеслав Кисьов, български актьор (* 1946 г.)

## Празници
- Световен ден за борба с хепатита (от 2006 г.)
- България – Празник на град Джебел
- Виетнам – Рожден ден на Хо Ши Мин
- Гърция – Ден в памет на жертвите от Понтийския гръцки геноцид (от 1919 г.)
- Дания – Ден за всенародна молитва
- Русия – Ден в памет на починалите от СПИН
- Турция – Ден на Кемал Ататюрк и Ден на младежта и спорта (от 1919 г.)
- Украйна – Ден на науката
- Финландия – Ден в памет на загиналите и Ден на военния флот